# Joe Jacobi
Joseph Bennet Jacobi, més conegut com a Joe Jacobi, (Washington DC, 26 de setembre de 1969) és un piragüista d'eslàlom estatunidenc, que va competir de mitjans de la dècada 1980 a mitjans de 2000. Va competir a dos Jocs Olímpics d'Estiu i va guanyar una medalla d'or als Jocs Olímpics d'Estiu de 1992 a Barcelona.

## Biografia
Jacobi va començar piragüisme a un campament a Maryland. Després va competir a vint països diferents, guanyant els Whitewater National Chanpionships a Austràlia, la República Txeca, Costa Rica, Xile, i als EUA Jacobi va guanyar el C2 US National Championship durant cinc anys consecutius (1988–1992), i va acabar segon en el global del C1 Campió Internacional Whitewater el 1991 i el 1995 (també va quedat cinquè el 1992 i tercer el 1994).
Jacobi era membre de l'equip de piragüisme dels estats units als Jocs Olímpics d'Estiu de 1992, competint en el C2 d'eslàlom. Ell i el seu soci Scott Strausbaugh van guanyar la medalla d'or. Jacobi va acabar en segon lloc en la classe de piragua individual en les proves olímpiques del 2000 i no va competir a Sydney. Després va continuar competint a alt nivell.
Jacobi ha fet d'analista per NBC Sports en la cobertura del piragüisme als Jocs Olímpics d'estiu de 2008.
La seva medalla d'or va ser robada de la seva motxilla a Atlanta, Geòrgia, i el 2016 la van trobar.
Des del 2017 resideix a la Seu d'Urgell.

## Pòdiums individuals de la Copa del món
| Estació | Data          | Local             | Posició | Esdeveniment |
| ------- | ------------- | ----------------- | ------- | ------------ |
| 1990    | 1 juliol 1990 | Wausau            | 2n      | C2           |
| 1990    | 18 agost 1990 | Bourg St.-Maurice | 3r      | C2           |
| 1991    | 30 juny 1991  | Mezzana           | 3r      | C2           |
| 2000    | 18 juny 2000  | Ocoee             | 2n      | C1           |